# Paramahamsa
Paramahamsa, früher Paramahansa (Sanskrit, m., परमहंस), Paramahaṃsa, ist ein vedischer Ehrentitel, der einem hinduistischen Asketen von seinem Meister verliehen wird. Übersetzt wird er mit „höchster (oder oberster) Schwan“. Das Bild des Schwans steht für Erhabenheit, Reinheit und die Fähigkeit, „Milch von Wasser zu trennen“ (s. unten). Der Begriff bezeichnet jemanden, der „sein wahres göttliches Selbst verwirklicht hat und dessen Selbst eins mit dem Geist geworden ist“.

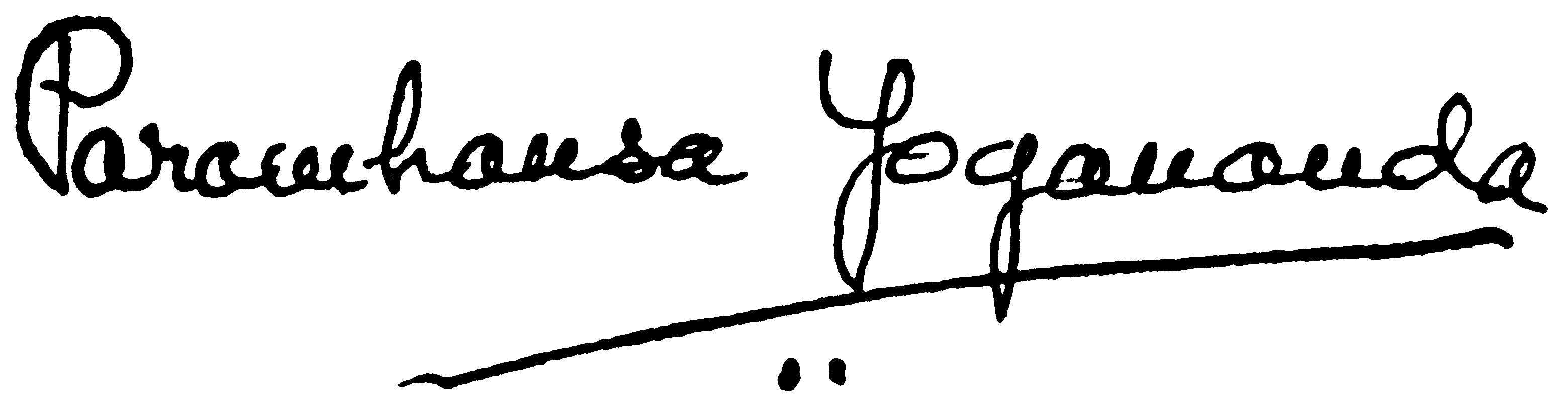
Beispiel unterschiedlicher Transkriptionen: 1946 signierte Yogananda sein Werk wie ersichtlich.

Im mythologischen Kontext ist Hamsa das Flugtier (Vahana) des Gottes Brahma, des Schöpfergottes der hinduistischen Trinität (Brahma – Vishnu – Shiva). Im Rigveda gilt der Schwan als das einzige Tier, das Soma von Wasser zu trennen vermag, wenn diese vermischt wurden (in späterer Literatur: Milch und Wasser).
Hamsa, bzw. So Ham, bzw. Hong So ist im Sanskrit ein heiliges Mantra, das die Einheit des scheinbar getrennten Individuums mit der göttlichen Seele ausdrückt (Sa oder So, die Seele als Teil des Göttlichen im Menschen, und Ham oder Hong, das Ich, das heißt das Ego des Menschen). Der Wasservogel ist Symbol für die Seele, versinnbildlicht durch die weiße, reine Farbe. Im Mahabharata wird der Begriff Hamsa auch für manche Asketen und Personen mit übernatürlichen Qualitäten, die unter einer speziellen Konstellation geboren wurden, verwendet.
Paramahamsa wird heute als ein religiöser Titel für spirituelle Meister verwendet, die den höchsten Zustand, das Nirvikalpa Samadhi, erreicht haben. Wer diesen Zustand der Befreiung erreicht hat, kann – so die Vorstellung – jederzeit zwischen dem Realen (sa) und dem Unrealen (ham) unterscheiden.